# Richard Rankin
Richard Rankin (Glasgow, 4 de janeiro de 1983), nascido como Richard Harris, é um ator escocês de cinema, televisão e teatro. Ele é mais conhecido pelo show de esquetes escocês Burnistoun e como Roger Mackenzie Wakefield no drama da Starz, Outlander.

## Biografia
Rankin nasceu em Glasgow, Escócia, em 4 de janeiro de 1983 e passou parte de sua infância no bairro West End da cidade antes de se mudar para o bairro King's Park quando tinha dez anos, eventualmente estudando na Stonelaw High School. Ele é filho de um policial e sua mãe trabalhava na indústria de hotelaria de Gasglow. Rankin também tem mais três irmãos. Ele planejou originalmente uma carreira na ciência ou tecnologia da informação.
Rankin inicialmente frequentou a Glasgow Caledonian University como estudante de TI, mas mudou de curso após uma visita no Hollywood Roosevelt Hotel durante um feriado em Los Angeles. Um produtor de cinema local disse ao então jovem de 22 anos que ele tinha a aparência de um ator e, ao retornar a Glasgow, Rankin fez um teste para o Langside College com seu irmão Colin Harris. Ambos se formaram e seguiram carreira como atores, mas quando Rankin, que na época era conhecido por seu nome de nascimento, Richard Harris, começou a usar o nome de solteiro de sua mãe (Rankin) para evitar confusão com o ator irlandês Richard Harris.

## Carreira

### Televisão
Rankin começou sua carreira profissional em 2006, estrelando ao lado de Robert Florence em VideoGaiden, um programa de videogame escocês originalmente transmitido pela BBC Two Scotland. Entre 2007 e 2010, ele fez aparições em episódios de programas de televisão escoceses Legit (2007) e The Old Guys (2009) para a BBC e Taggart (2010) para a STV. A série de comédia de esquetes escocesa Burnistoun, que estreou em 2009, contou com Rankin em vários papéis.
Dois anos depois, Rankin foi escalado como o apaixonado Capitão do Exército Thomas Gillan, ao lado de Kevin Doyle e Oona Chaplin, na minissérie The Crimson Field baseada na Primeira Guerra Mundial. O programa foi ao ar na BBC One em abril de 2014. Ele se juntou ao elenco da série de drama policial da BBC One Silent Witness em janeiro de 2015, estrelando como o detetive inspetor Luke Nelson na história de duas partes da série, "Falling Angels". O episódio se concentrou em uma série de assassinatos no metrô de Londres, cuja investigação trouxe à tona memórias misteriosas da infância do assassinato de seu pai. Rankin continuou como ator convidado em dois episódios do thriller de conspiração da NBC, American Odyssey, como o assassino corporativo Haney, embora a série tenha sido cancelada após a primeira temporada.
A escritora Kay Mellor adaptou o papel de Sean McGary para Rankin, mudando o personagem de um nortista para um escocês, na terceira série de 2015 de sua antologia dramática The Syndicate. A série seguiu um grupo de colegas que ganharam na loteria, com Rankin interpretando o guarda de Hazelwood, uma mansão inglesa em dificuldades. Naquele mesmo ano, o drama policial em quatro partes da BBC One From Darkness viu Rankin interpretar Norrie Duncan, marido da ex-policial de Manchester de Anne-Marie Duff, Claire Church.
Em dezembro de 2015, foi anúnciado que Rankin havia sido escalado como Roger Wakefield adulto na série dramática da Starz, Outlander, baseada na série de livros mais vendidos de Diana Gabaldon. Aparecendo primeiro no final da segunda temporada de 2016 e depois novamente em vários episódios da terceira temporada, onde o personagem de Rankin se torna o interesse amoroso de Brianna Randall Fraser (Sophie Skelton). Ele voltou na quarta temporada, que estreou em 4 de novembro de 2018, com um papel expandido e recorrente na série. Mais tarde, em 2016, Rankin apareceu como Detetive Inspetor Elliott Carne no drama policial Thirteen da BBC. A série é centrada em Ivy Moxam (Jodie Comer), uma jovem garota sequestrada e mantida presa por treze anos, enquanto tentava se reconectar com a vida que já teve.
Rankin teve papéis em duas produções da BBC em 2017. A primeira foi a minissérie dramática The Replacement, que girava em torno de Ellen (Morven Christie), que estava lidando com a licença-maternidade e os efeitos que ela estava tendo em sua carreira. Rankin interpretou seu marido psiquiatra na série de três partes. O segundo foi um período de dois episódios como o Padre Hrothweard no drama histórico da BBC Two, The Last Kingdom, que foi baseado na série de romances de Bernard Cornwell intitulada The Saxon Stories.
A 20ª série do drama policial Midsomer Murders da ITV, que estreou nos Estados Unidos em 2018 antes de seu lançamento no Reino Unido, apresentou Rankin no episódio quatro como a estrela do rúgbi Danny Wickham. Em 2019, Rankin estrelou a segunda série do drama da BBC One, Trust Me, como o neurologista Dr. Alex Kiernan. A segunda temporada, que começou a ser filmada em Glasgow, Escócia, em setembro de 2018, apresentou uma reformulação completa da primeira temporada, com Rankin se juntando a Alfred Enoch, Ashley Jensen e John Hannah no thriller médico.
Em julho de 2020, Rankin estrelou um episódio do National Theatre of Scotland / BBC Scotland 's Scenes for Survival, uma série de curtas produções teatrais que foram filmadas em quarentena, que foi criada em resposta a pandemia mundial de COVID-19. O episódio, intitulado The Longest Summer, apresenta Rankin como um homem que relembra os verões de sua infância e inclui uma canção-título escrita por Noisemaker e interpretada por Rankin. A canção foi lançada posteriormente como single para arrecadar fundos para o Scenes for Survival Hardship Fund, que auxilia os artistas mais atingidos pela pandemia.

### Cinema
Rankin estrelou seu primeiro papel no cinema com o curta Dead Ringer de 2011, dirigido por Carter Ferguson. Idealizado, escrito e filmado em um período de 48 horas, o filme ganhou vários prêmios, incluindo Melhor Diretor e Melhor Ator para Rankin, no Glasgow 48 Hour Film Project. Ele viria a estrelar um filme de terror de orçamento ultrabaixo, House of Him, que foi lançado durante o Festival de Cinema de Glasgow, em fevereiro de 2014. O filme teve um orçamento de aproximadamente £ 900 e teve muitos de seus colegas de Burnistoun no elenco, incluindo Kirsty Strain e Louise Stewart. No ano seguinte, Rankin foi escalado para o filme Burnt, de John Well, ao lado de Bradley Cooper. Em 2016, Rankin estrelou como Vance em The Wyrd, de Chloë Wicks, a história de um jovem casal na Inglaterra pagã do século VII lidando com a introdução do Cristianismo .

### Teatro
Em 2008, enquanto ainda estava na faculdade de Langside, Rankin interpretou Bothwell na peça de Liz Lochhead, Mary Queen of Scots, Got Her Head Cut Off no Citizen's Theatre em Glasgow, Escócia. No ano seguinte, ele foi escalado, ao lado de seu irmão Colin Harris, na comédia de humor ácido The Pillowman da XLC Productions. A produção, que rodou originalmente em março de 2009, foi convidada a retornar ao Citizen's Theatre para uma segunda exibição em setembro daquele ano. Em 2010, Rankin estrelou como Donny na peça paramilitar irlandesa de Martin McDonagh, The Lieutenant of Inishmore  antes de ingressar na produção do National Theatre of Scotland da peça militar Black Watch de Gregory Burke.  A peça narra as experiências de membros do regimento de infantaria sênior da Escócia durante a guerra no Iraque e foi a primeira do Teatro Nacional da Escócia a fazer uma turnê internacional, apresentando-se em locais como Belfast, Nova York, Washington DC e São Francisco.
Nos dois anos seguintes, Rankin trabalharia com o Traverse Theatre, primeiro na curta peça de David, Harrower Good With People, que foi apresentada no Festival Fringe de Edimburgo (2012), e depois na peça do dramaturgo irlandês David Ireland,  Most Favoured (2013). Em 2014, ele seria a atração principal da peça Bruises, de Kieran Hurley, parte da série Unusual Unions do Royal Court Theatre, como um dos dois irmãos com pontos de vista diametralmente opostos que se encontraram após uma longa ausência.

### Rádio
No início de 2019, Rankin apareceu como Jack na comédia de quatro partes da BBC Radio Scotland, Saddled, que girava em torno das aventuras dos membros do Easy Rider Cycling Club.

## Filmografia

### Televisão
| Ano             | Título              | Personagem                  | Emissora         | Notas                                    |
| --------------- | ------------------- | --------------------------- | ---------------- | ---------------------------------------- |
| 2006            | VideoGaiden         | Vários                      | BBC              | 2 episódios                              |
| 2007            | Legit               | Nelson                      | BBC One Scotland | Episódio: "Danny, Champion of the World" |
| 2009            | The Old Guys        | Groom                       | BBC              | Episódio: "Marriage"                     |
| 2010            | Taggart             | Ged McShane                 | STV              | Episódio: "IOU"                          |
| 2009-2012       | Burnistoun          | Vários                      | BBC Two Scotland | Série regular, 19 episódios              |
| 2014            | The Crimson Field   | Capitão Thomas Gillan       | BBC One          | Série regular, 6 episódios               |
| 2015            | Silent Witness      | Luke Nelson                 | BBC One          | Episódio: "Falling Angels" (2 partes)    |
| 2015            | American Odyssey    | Haney                       | NBC              | 2 episódios                              |
| 2015            | The Syndicate       | Sean McGary                 | BBC One          | 6 episódios                              |
| 2015            | From Darkness       | Norrie Duncan               | BBC One          | Série regular, 4 episódios               |
| 2016            | Thirtheen           | DI Elliott Carne            | BBC Three        | Série regular, 5 episódios               |
| 2016 – Presente | Outlander           | Roger Wakefield (MacKenzie) | Starz            | Série regular, 26 episódios              |
| 2017            | The Replacement     | Ian Rooney                  | BBC              | Minissérie                               |
| 2017            | The Last Kingdom    | Padre Hrothweard            | BBC Two          | 2 episódios                              |
| 2018            | Midsomer Murders    | Danny Wickham               | ITV              | Episódio: "The Lions of Causton"         |
| 2019            | Trust Me            | Dr. Alex Kiernan            | BBC One          | 4 episódios                              |
| 2020            | Scenes For Survival | Homem                       | BBC Scotland     | Episódio: "The Longest Summer"           |

### Cinema
| Ano  | Título           | Personagem   | Notas                                    |
| ---- | ---------------- | ------------ | ---------------------------------------- |
| 2011 | Dead Ringer      | Richie       | Curta-metragem / Independente            |
| 2014 | The House of Him | Ele          |                                          |
| 2015 | Burnt            | Reece Waiter |                                          |
| 2016 | The Wyrd         | Vance        | Exibido no Festival de Cinema de Norwich |

### Teatro
| Ano        | Título                                      | Função   | Diretor                          | Teatro                             |
| ---------- | ------------------------------------------- | -------- | -------------------------------- | ---------------------------------- |
| 2008       | Mary Queen of Scots Got Her Head Choped Off | Bothwell | David Lee Michael                | Citizen's Theatre                  |
| 2009       | The Pillowman                               | Tupolski | David Lee-Michael                | Citizen's TheatreCitizen's Theatre |
| 2010       | The Lieutenant of Inishmore                 | Donny    | David Lee-Michael e David Winter | Citizen's TheatreCitizen's Theatre |
| 2010- 2013 | Black Watch                                 | Granty   | John Tiffany                     | Nathional Theatre of Scotland      |
| 2012       | Good With People                            | Evan     | George Perrin                    | Traverse Theatre                   |
| 2013       | Most Favoured                               | Mike     | Hamish Pirie                     | Traverse Theatre                   |
| 2014       | Unusual Unions: Bruises                     | Freddie  | Caroline Steinbeis               | Royal Court Theatre                |

### Rádio
| Ano  | Título  | Personagem | Produção           | Diretor                |
| ---- | ------- | ---------- | ------------------ | ---------------------- |
| 2019 | Saddled | Jack       | BBC Radio Scotland | Gus Beattie (produtor) |

## Prêmios e indicações
| Ano  | Prêmio                                  | Categoria                   | Trabalho nomeado | Resultado |
| ---- | --------------------------------------- | --------------------------- | ---------------- | --------- |
| 2011 | Projeto de filme de 48 horas de Glasgow | Melhor ator                 | Dead Ringer      | Venceu    |
| 2017 | Prêmios Satélite                        | Melhor conjunto (televisão) | Outlander        | Venceu    |